# Kakizome
Kakizome (jap. 書き初め, etwa „erste Schrift“), auch Kissho (吉書), Shihatsu (試筆) oder Hatsusuzuri (初硯), ist ein japanischer Neujahrsbrauch und gehört typologisch zu den Bräuchen um das rituelle erste Begehen einer bestimmten Handlung im neuen Jahr. Zentraler Bestandteil ist die Herstellung einer Kalligrafie, deren Bedeutung einen Bezug zum kommenden Jahr hat, ähnlich einem westlichen „guten Vorsatz“. Es kann sich dabei um einzelne Kanji, aber auch um ganze Gedichte (Haikus) handeln.
Der Brauch ist seit der Edo-Zeit verbreitet und soll vorher nur im Kaiserpalast praktiziert worden sein. Traditionell beinhaltete er, dass die verwendete Sumi mit dem ersten geschöpften Wasser des Jahres und die Ausführung unter Beachtung der astrologisch für das neue Jahr „günstigen“ Himmelsrichtung stattfindet.
Angefertigt wird diese Kalligrafie am 2. Januar oder in den Tagen danach, die Ergebnisse werden z. B. in Schulen präsentiert, wobei die Herstellung Bestandteil der Ferienaufgaben der Schüler ist. Die große Kakizome-Veranstaltung im Nippon Budōkan am 5. Januar hat mehrere tausend Teilnehmer und wird jährlich im Fernsehen übertragen.
Ihr Ende finden die Werke am Sagichō-Fest Mitte Januar, wenn sie im Freien verbrannt werden. Fliegt das brennende Papier hoch in die Luft, wird das als persönlich gutes Omen gewertet.